# Lavinia Planitia
Lavinia Planitia es una vasta depresión presente en la superficie del planeta Venus, recubierta de antiguas coladas de lava, situada en la región llamada Alfa Regio. Se encuentra en las coordenadas 47,3° S y 12,5° E, en el hemisferio sur del planeta, tiene una extensión de 2.820 km y una profundidad media de 1-2 km.
Su nombre deriva de Lavinia, esposa de Eneas según la mitología romana.
Cuenta con un ramificado sistema de crestas, de unos pocos cientos de metros de altura sobre la superficie, pero de cientos de kilómetros de largo. Estas no son formaciones aisladas; por el contrario, tienden a crear verdaderos abismos en el paisaje, fusionándose entre sí.

## Galería

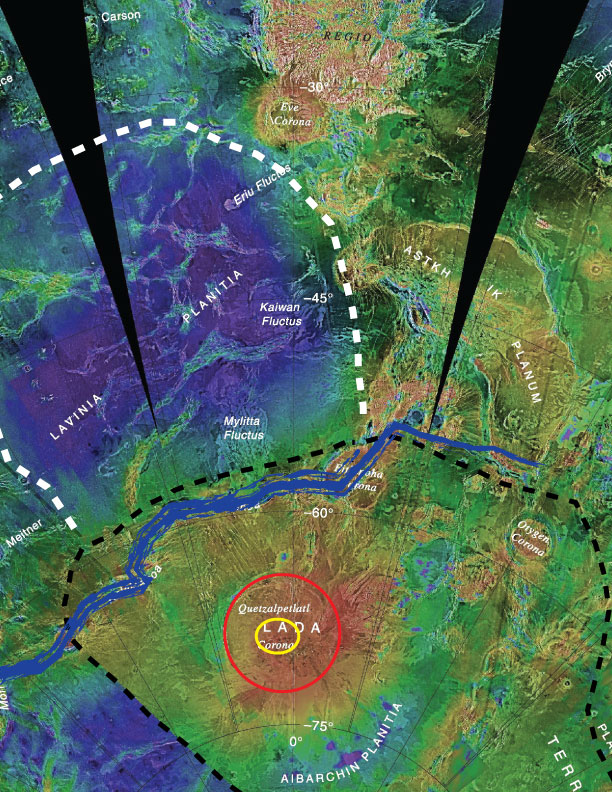
Vista del hemisferio sur de Venus con la región de Lada Terra delineada con líneas discontinuas negras y la región de Lavinia Planitia con líneas blancas. El Quetzalpetlatl Corona está en rojo y el Boala Corona en amarillo. El cinturón de extensión Alpha-Lada es la línea azul irregular.